# Amapalea brasiliana
Amapalea brasiliana là một loài nhện trong họ Trechaleidae. Chúng được E. L. C. Silva & A. A. Lise miêu tả năm 2006.